# Daniel Bergman
Daniel Sebastian Bergman (* 7. září 1962) je švédský režisér.
Syn Ingmara Bergmana a Käbi Lareteiové. Polorodý bratr Evy, Jana, Anny a Matse Bergmanových a Linn Ullmannové.

## Filmografie (výběr)
- 1987 – Zášť (Ägget)
- 1989 – Kajsa Kavat
- 1992 – Nedělňátka (Söndagsbarn)
- 1997 – Švédští hrdinové (Svenska hjältar)